# Морган Фрийман
Морган Фрийман (на английски: Morgan Freeman) е американски актьор и режисьор, носител на награда „Оскар“.

## Биография
Фрийман е роден на 1 юни 1937 в Мемфис в семейството на Морган Патърфийлд Фрийман (бръснар, починал през 1961 г. от цироза на черния дроб) и Майми Една (чистачка) и е най-голям сред три деца. Семейството често се мести по време на детството му, първо в Грийнуд, Мисисипи, Гери, Индиана и накрая в Чикаго, Илинойс. Актьорски дебют прави още на 8 години, играейки главна роля в училищно представление.
На 12 години участва в радио-шоу в Нешвил, Тенеси. През 1955 г. изоставя обучението си в „Джаксън Стейт Юнивърсити“, избирайки работата като механик във Военновъздушните сили на САЩ.
В началото на 60-те години Фрийман се премества да живее в Лос Анджелис, Калифорния и работи като писар в „Лос Анджелис Комюнити Колидж“. По късно живее в Ню Йорк и работи като танцьор в „Нюйоркският панаир“ през 1964 г. Прави театралният си дебют през 1967 г. в пиесата The Niggerlovers, където си партнира с Вивица Линдфорс. Участва в мюзикъла „Хелоу, Доли“ през 1967 г., заедно с Пърл Бейли и Къб Калоуей (всички актьори са от афроамерикански произход).
Въпреки че участва във филма Who Says I Can't Ride a Rainbow? през 1971 г., Фрийман става известен с ролята си в сапунената опера Друг свят и в детското шоу The Electric Company (образователна програма).
В началото на 80-те години Фрийман започва да участва в кино-филми с второстепени роли. Първата по-сериозна роля е на шофьора Хок във филма „Да возиш мис Дейзи“ и на сержант Ролинс във филма „Слава“ през 1989 г., играейки ролята на грубиян, който се присъединява към новосформирана част от тъмнокожи войници, воюващи на страната на „Севера“ по време на гражданската война (реж. Матю Бродерик). През 1994 година участва в ролята на Ред в драмата „Изкуплението Шоушенк“, за която получава множество положителни отзиви от филмовата гилдия. Звездната му кариера вече е започнала и той участва в суперпродукциите „Робин Худ: Принцът на разбойниците“ (1991), „Седем“ (1995), „Смъртоносно влияние“ (1998), в който играе Президента на САЩ, и в екранизациите по романите на Джеймс Патерсън – „Завръщането на паяка“ (1997) и продължението от 2001 – „Целуни момичетата“, където се въплъщава в ролята на агент Алекс Крос.
Фрийман използва характерния си дълбок глас зад кадър във филмите „Война на световете“ и в номинирания за Академична награда Оскар документален филм – „Походът на императорите“.
След три номинации за Оскар (1987, 1989 и 1994) през 2005 г. печели Оскар за поддържаща роля в драмата на Клинт Истуд „Момиче за милиони“.
Пребивава в България в столицата София в края на 2007 г. повече от месец за снимките на американския екшън „Кодът“.

### Катастрофата
Фрийман получава много тежки наранявания, вследствие на автомобилна катастрофа в нощта на 3 срещу 4 август 2008 г., близо до град Рюлевил, Мисисипи.
Зад волана на автомобил Нисан „Maxima“ производство 1997 година, Фрийман губи управление, излиза вляво от магистралата и се обръща няколко пъти. Спътничката на Морган – Демарис Майер, бива извадена от колата от спасителите, с помощта на хидравлично устройство за разрязване на тежко катастрофирали машини, наречено „Челюстите на живота“. Двамата са транспортирани в болница в Мемфис с медицински хеликоптер. Полицията провежда разследване на инцидента, но отхвърля като причина за катастрофата наличието на алкохол в кръвта на актьора.
Вследствие на инцидента Фрийман е със счупено рамо, ръка, лакът, както и множество прорезни рани. Претърпява четиричасова операция, в която хирурзите възстановяват нервни връзки в ръката и рамото, както и наместват счупванията. Говорител на актьора прави изявление пред болницата и изказва надежда за пълно възстановяване.
Морган Фрийман е изписан от болницата на 7 август 2008 г., без опасност за живота.

## Избрана филмография
| година | филм                             | оригинално заглавие           | роля                              | режисьор             |
| ------ | -------------------------------- | ----------------------------- | --------------------------------- | -------------------- |
| 1980   | Брубейкър                        |                               |                                   |                      |
| 1988   | Чист и трезвен                   | Clean and Sober               | Крейг                             | Глен Гордън Карън    |
| 1989   | Слава                            |                               |                                   |                      |
| 1989   | Да возиш мис Дейзи               | Driving Miss Daisy            | Хоук Колбърн                      | Брус Бересфорд       |
| 1989   | Джони Хубавеца                   |                               |                                   |                      |
| 1990   | Кладата на суетата               | The Bonfire of the Vanities   | Съдия Уайт                        | Брайън Де Палма      |
| 1991   | Робин Худ: Принцът на крадците   | Robin Hood: Prince of Thieves | Азим                              | Кевин Рейнолдс       |
| 1992   | Непростимо                       | Unforgiven                    | Нед Лоугън                        | Клинт Истууд         |
| 1994   | Изкуплението Шоушенк             | The Shawshank Redemption      | Елис Бойд (Ред) Рединг            | Франк Дарабонт       |
| 1995   | Зараза                           | Outbreak                      | генерал Били Форд                 | Волфганг Петерсен    |
| 1995   | Седем                            | Seven                         | Уилям Сомърсет                    | Дейвид Финчър        |
| 1996   | Верижна реакция                  |                               |                                   |                      |
| 1996   | Мол Фландърс                     |                               |                                   |                      |
| 1997   | Амистад                          | Amistad                       | Теодор Джоудсън                   | Стивън Спилбърг      |
| 1996   | Целуни момичетата                | Kiss the girls                | Д-р Алекс Крос                    | Гари Фледър          |
| 1998   | Смъртоносно влияние              | Deep Impact                   | президент Том Бек                 | Мими Ледър           |
| 2000   | Под подозрение                   | Under Suspicion               |                                   |                      |
| 2000   | Сестра Бети                      | Nurse Betty                   | Чарли                             | Нийл Лабют           |
| 2001   | Завръщането на паяка             |                               |                                   |                      |
| 2002   | Всички страхове                  | The Sum of All Fears          | Уилям Кабът                       | Фил Олдън Робинсън   |
| 2002   | Тежки престъпления               |                               |                                   |                      |
| 2003   | Всемогъщият Брус                 | Bruce Almighty                | Бог                               | Том Шейдиак          |
| 2003   | Капан за сънища                  | Dreamcatcher                  | полковник Абрахам Къртис          | Лорънс Каздън        |
| 2004   | Големият заговор                 |                               |                                   |                      |
| 2004   | Момиче за милиони                | Million Dollar Baby           | Еди Дюпри                         | Клинт Истууд         |
| 2005   | Неизживян живот                  | An Unfinished Life            | Мич                               | Ласе Халстрьом       |
| 2005   | Батман в началото                | Batman Begins                 | Луциус Фокс                       | Кристофър Нолан      |
| 2005   | Дани кучето                      |                               |                                   |                      |
| 2006   | Договорът                        |                               |                                   |                      |
| 2006   | Късметът на Слевин               |                               |                                   |                      |
| 2006   | 10 неща или по-малко             |                               |                                   |                      |
| 2007   | Всемогъщият Евън                 | Evan Almighty                 | Евън Бакстър                      | Том Шейдиак          |
| 2007   | Любовен пир                      |                               |                                   |                      |
| 2007   | Жертва на спасение               | Gone Baby Gone                | капитан Джак Дойл                 | Бен Афлек            |
| 2007   | Ритни камбаната с финес          |                               |                                   |                      |
| 2008   | Неуловим                         | Wanted                        | Слоун                             | Тимур Бекмамбетов    |
| 2008   | Черният рицар                    | The Dark Knight               | Луциус Фокс                       | Кристофър Нолан      |
| 2009   | Обирът на „Девицата“             |                               |                                   |                      |
| 2009   | Несломим                         |                               |                                   |                      |
| 2010   | Бесни страшни пенсии             |                               |                                   |                      |
| 2011   | Уинтър: Историята на един делфин |                               |                                   |                      |
| 2012   | Черният рицар: Възраждане        |                               |                                   |                      |
| 2013   | Код: Олимп                       |                               |                                   |                      |
| 2013   | Забвение                         | Oblivion                      | Малкълм Бич                       | Джозеф Косински      |
| 2013   | Зрителна измама                  | Now You See Me                | Тадеуш Брадли                     | Луи Летерие          |
| 2013   | Последният пенсионерски запой    |                               |                                   |                      |
| 2014   | LEGO: Филмът                     | The Lego Movie                | Витрувиъс                         | Фил Лорд, Крис Милър |
| 2014   | Превъзходство                    |                               |                                   |                      |
| 2014   | Люси                             | Lucy                          | професор Норман                   | Люк Бесон            |
| 2015   | Последните рицари                |                               |                                   |                      |
| 2015   | Тед 2                            | Ted 2                         | Патрик Миган                      | Сет Макфарлън        |
| 2016   | Код: Лондон                      | London Has Fallen             | Вицепрезидент на САЩ Алън Транбул | Бабак Наджафи        |
| 2016   | Зрителна измама 2                | Now You See Me 2              | Тадиъс Брадли                     | Джон Чу              |
| 2016   | Бен-Хур                          |                               |                                   |                      |